# Alexandre Dubuisson
Pour les articles homonymes, voir Dubuisson.
Alexandre Dubuisson, né le 25 juin 1805 à Lyon et mort le 12 février 1870 à Versailles, est un peintre animalier français.

## Biographie
Alexandre Dubuisson est né le 25 juin 1805 à Lyon,.
Il entre à l'École des Beaux-Arts de Paris en 1827 et étudie sous Hersent. Il montre son travail au Salon à Lyon en 1833 et à Paris en 1835 et remporte une médaille de troisième classe en 1844. Il vit à Lyon. Il réalise des portraits d'animaux, en particulier d'animaux placés dans des paysages ou des scènes militaires.
En 1849, il épouse Marie Caroline Pionin native de Claix et y achète le château delphinal.
Il est mort le 12 février 1870 à Versailles,.

## Œuvres

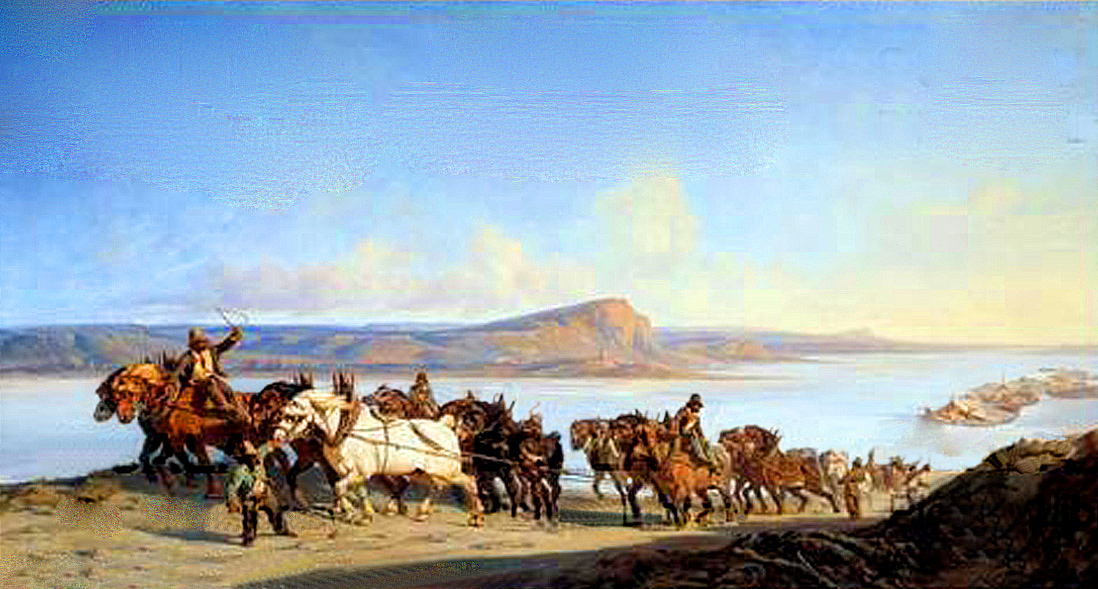
La Remontée de bateaux sur le Rhône (1843), musée des beaux-arts de Lyon.

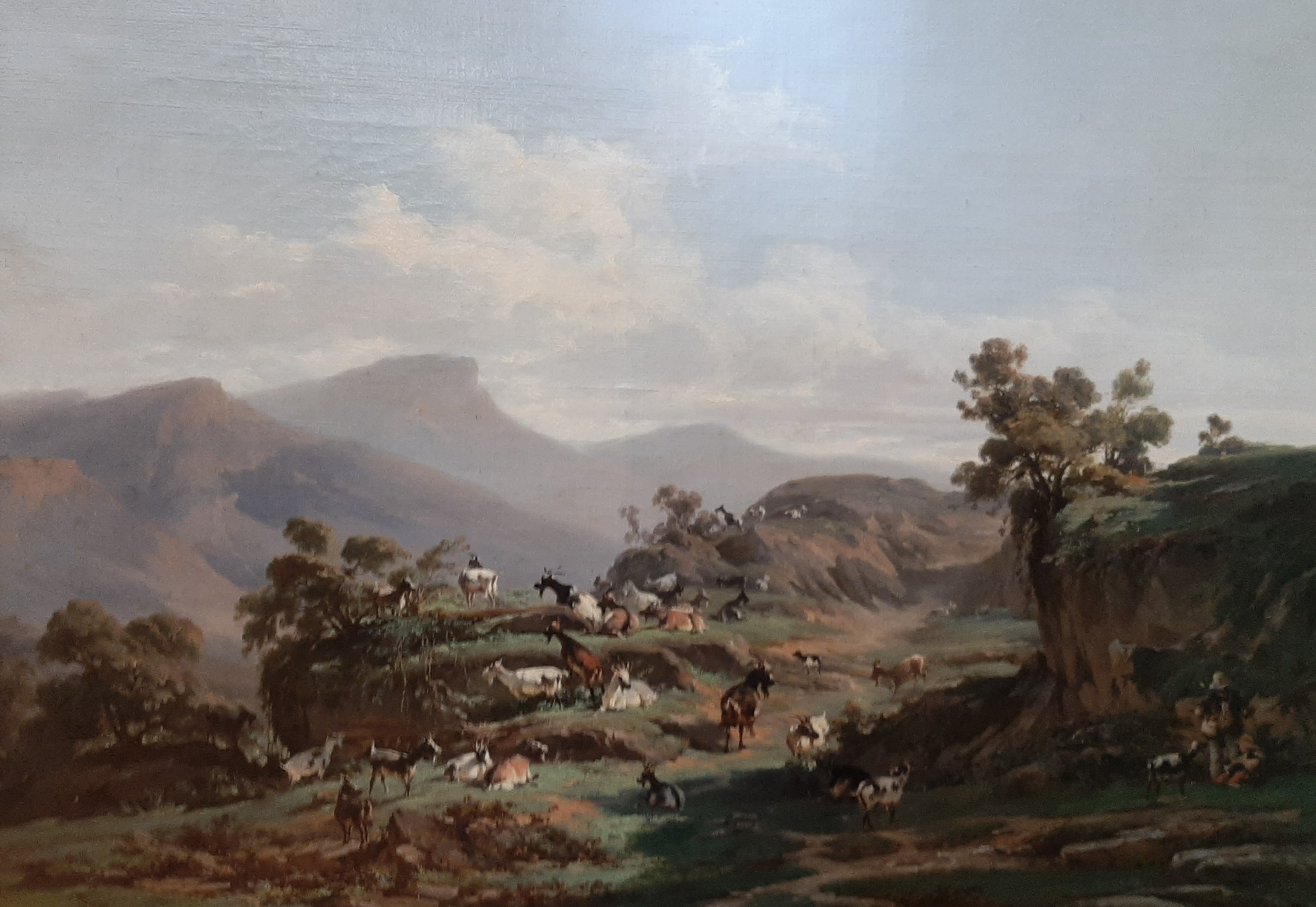
Âlexandre DUBUISSON Le Chevrier, Vue prise sur les hauteurs de Varces (Isère), Musée de Grenoble

- Prise de la Porte de Saint-Denis, 1852, huile sur toile, 73 x 92 cm, Dijon, musée des beaux-arts de Dijon
- Paysage de montagne, huile sur toile, musée de Grenoble (MG1993-29-R).
- Deux chevaux et un âne à l'abreuvoir, 1839, huile sur toile, musée de Grenoble (MG144)
- Pâturage de chèvres ou "Le Chevrier, Vue prise sur les hauteurs de Varces (Isère)", 1850, huile sur toile, musée de Grenoble (MG 145).
- Foire de village, 1850, huile sur toile, musée de Grenoble (MG146).
- Paysage, musée des Beaux-Arts de Dole
- Portrait de femme , Dijon musée national Magnin
- Chevaux de halage près du Pont de Sèvres, Troyes ; musée des Beaux-Arts et d’Archéologie